# Museo dell'infanzia di guerra
Il Museo dell'infanzia di guerra (in bosniaco: Muzej ratnog djetinjstva; in inglese War Childhood Museum) è un museo storico aperto nel 2017 a Sarajevo per presentare le esperienze dei bambini che sono cresciuti durante la guerra in Bosnia.
Nel 2010 Jasminko Halilović, poi fondatore del museo, raccoglie i ricordi d'infanzia dei suoi coetanei durante la guerra civile. Con tali racconti in forma breve compila un libro, poi pubblicato nel 2013, da cui prende forma il progetto del museo.
La collezione del museo comprende tutti i tipi di memorie tangibili della guerra in Bosnia che i bambini hanno conservato.
Queste includono diari, fotografie, giocattoli e lettere. A queste si aggiunge testimonianze video da parte dei proprietari degli oggetti. 
Il museo ha circa 3.000 oggetti, e l'esposizione permanente ne mostra circa 50.
Una parte della collezione è stato temporaneamente esposta nella primavera del 2016 al Museo Storico della Bosnia-Erzegovina. 
Il 28 gennaio 2017 il museo è stato inaugurato, ha aperto il giorno dopo le sue porte al pubblico.
Il tennista bosniaco Damir Džumhur, nato durante l'assedio di Sarajevo, è dal settembre 2016 "ambasciatore" del museo.

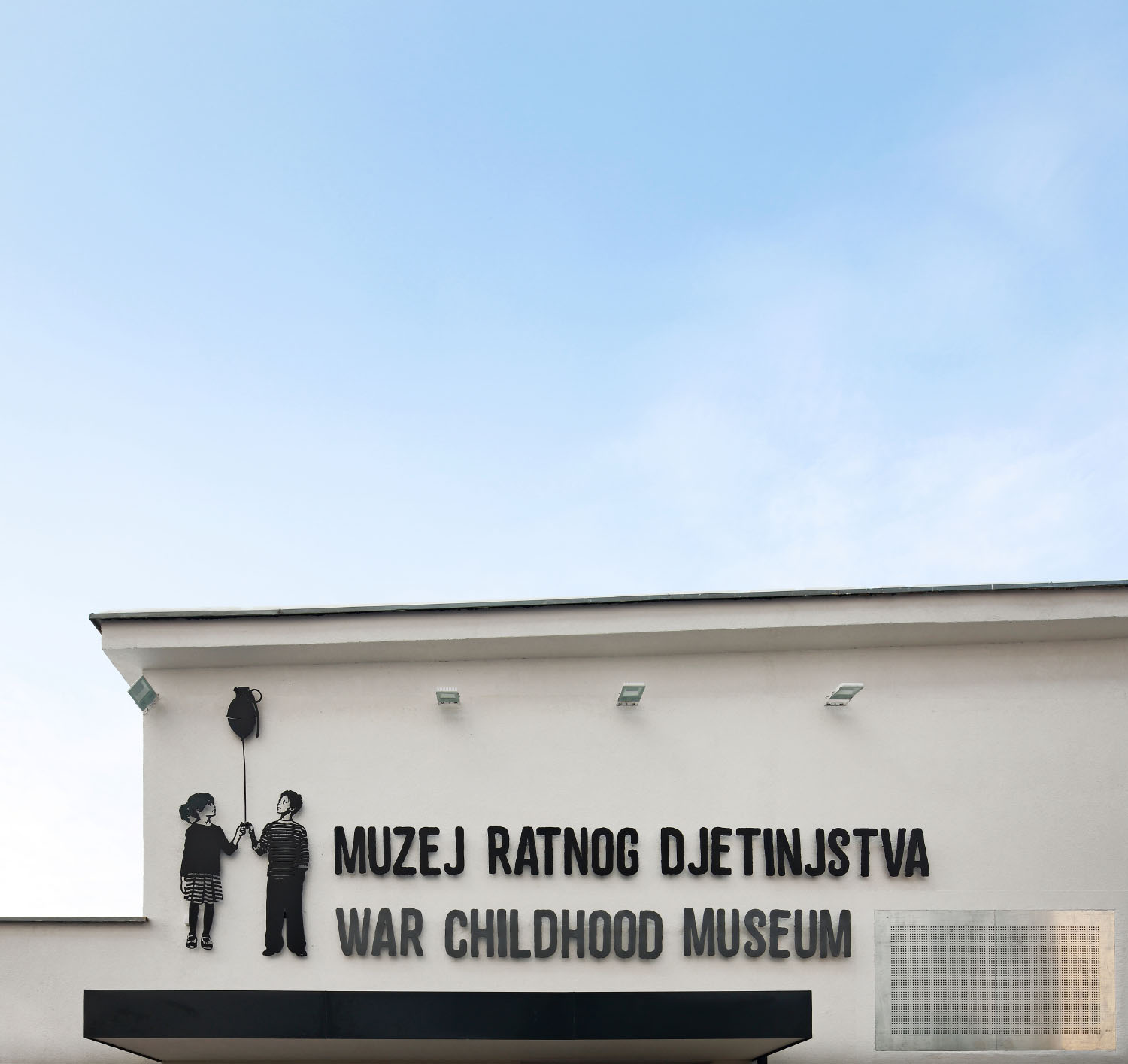
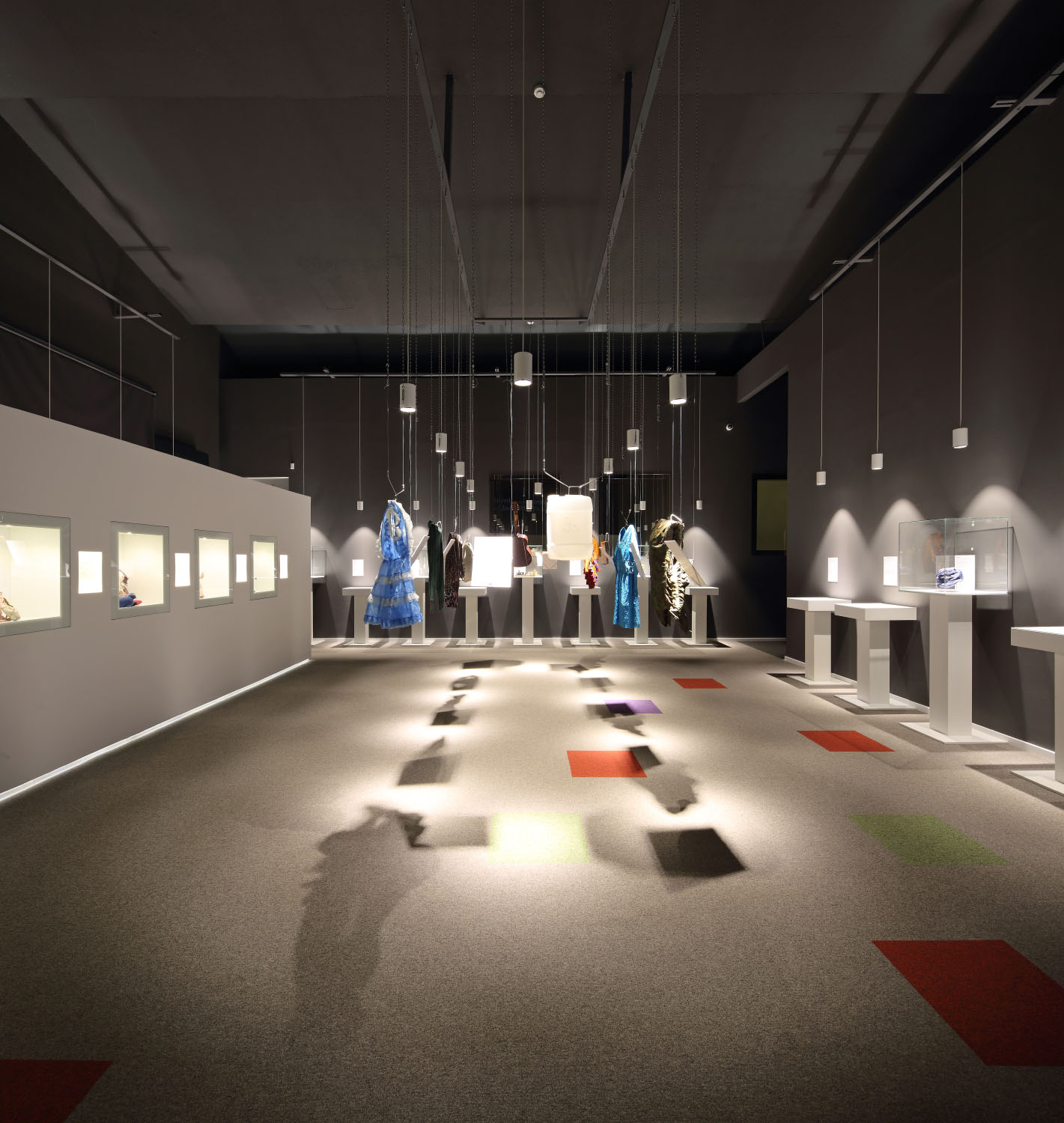
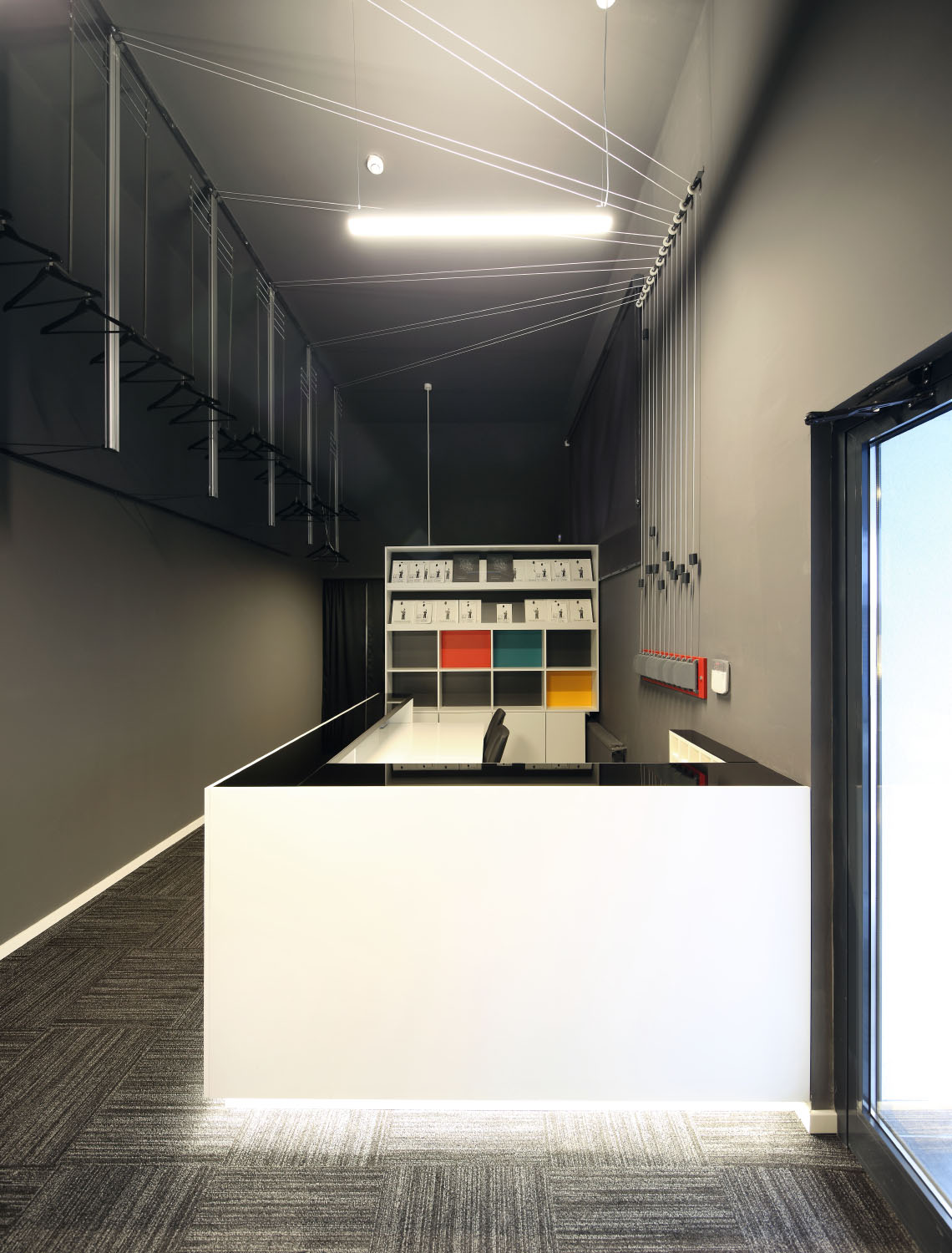